# Renée Suzanne de Mackau
Renée Suzanne de Mackau, comtesse de Soucy (née le 21 avril 1758 à Strasbourg et décédée le 1er avril 1841 à Paris), fut sous-gouvernante des enfants royaux de 1781 à 1792.

## Biographie
Fille de Louis-Eléonor Dirkheim de Mackau (1727-1767) et de Marie-Angélique de Fitte de Soucy (1723-1801), elle épousa en 1774 François Louis de Fitte (1751-1793).